# Gulmarg
Gulmarg est une ville, une station de montagne et un Nagar panchayat d'Inde. La ville est située dans le district de Baramulla du territoire du Jammu-et-Cachemire.

## Géographie
La ville, qui est une destination de ski populaire, est située dans le massif du Pir Panjal, dans l'Himalaya occidental.